# ジョージ・コーテルユー

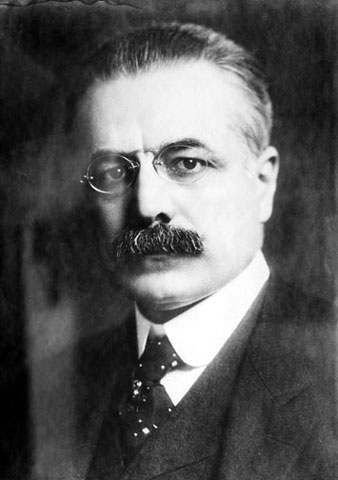
ジョージ・ブルース・コーテルユー

ジョージ・ブルース・コーテルユー（George Bruce Cortelyou, 1862年7月26日 - 1940年10月23日）は、アメリカ合衆国の政治家。セオドア・ルーズベルト大統領の下で商務労働長官、郵政長官、財務長官を歴任した。

## 生涯
1862年7月26日、ジョージ・コーテルユーはニューヨークにおいてピーター・コーテルユーとローズ・コーテルユーの息子として誕生した。コーテルユーの一族の祖先は1652年にニューネーデルラントに入植した移民である。コーテルユーはニューヨークのブルックリンにある公立学校で学び、ペンシルベニア州のナザレス陸軍士官学校とニューヨーク州ロング・アイランドのヘムステッド研究所を卒業した。1882年、コーテルユーはマサチューセッツ州ウェストフィールドの教員養成大学マサチューセッツ州立師範学校において文学士の学位を取得し、ワシントンD.C.のジョージタウン大学とコロンビアン大学（現在のジョージ・ワシントン大学）に進んだ。そしてジョージタウン大学とコロンビアン大学を卒業したコーテルユーは、教職に就いた。コーテルユーはその後、速記の課程を受け、速記を習得した。
1891年、コーテルユーはニューヨーク州の郵政監察局長官に就任し、翌1892年にはワシントンD.C.で郵政長官の第四補佐官に昇格した。1895年、グロバー・クリーブランド大統領はコーテルユーをウィルソン・ビッセル郵政長官の事務長に推薦し、郵政省の効率化に取り組んだ。
1901年、政権がセオドア・ルーズベルト大統領に移ると、大統領はホワイトハウスの改革をコーテルユーに要請した。コーテルユーは従来のホワイトハウスの慣習を徹底的に洗い出し、より効率的に職務を遂行できるようそれらの手順を明文化した。また、マスメディアに対しても効率的に仕事を行うことができるようワークスペースを提供し、重要なニュースについてはプレスリリースを発行して世間の関心を惹くようにした。これは、大統領がメディアを通じて世論を把握する最初の試みであった。
1903年、コーテルユーは新設された商務労働省の初代長官としてルーズベルト大統領に指名され、1904年までその任に就いた。さらに1905年から1907年までは郵政長官、1907年から1909年までは財務長官として、同じくルーズベルト大統領の下で活躍した。
またコーテルユーは、1904年から1907年まで共和党全国委員会の議長を務め、ルーズベルト大統領の2期目の当選に貢献した。
コーテルユーが財務長官に就任した直後、1907年恐慌が発生した。コーテルユーは前任のレスリー・ショウの路線を継承し、金融業界の保護を優先したが、当時の財務省には経済の安定を維持するだけの十分な能力を持ち合わせていなかった。このことに気づいたコーテルユーは、ただちに経済安定の対策を国家主導の方針へと切り替えた。コーテルユーは国立銀行に3500万ドルの公的資金を投入し、国債の購入を推し進めることで経済破綻の危機を緩和した。そして更なる危険を回避するため、より流動性の高い通貨を流通させるべきであると主張し、中央銀行制度の確立を提唱した。
コーテルユーのこの主張はただちにオルドリッチ・ヴリーランド法（1908年）として議会を通過し、アメリカ通貨委員会が設立された。そしてこれが、1913年の連邦準備制度理事会の創設へとつながった。
財務長官辞任後、コーテルユーは総合ガス社（後のニューヨーク・ガス社）の社長に就任した。
1940年10月23日、コーテルユーはニューヨーク州ロング・アイランドで死去した。コーテルユーの遺体はニューヨーク州コールド・スプリング・ハーバーのセント・ジョン教会記念墓地に埋葬された。